# Грачёвка (Красногвардейский район)
Грачёвка — село в Красногвардейском районе Оренбургской области России. Входит в состав Яшкинского сельсовета.

## География
Село находится в северо-западной части региона, в пределах возвышенности Общий Сырт, в степной зоне, на берегах реки Малый Уран.
Климат
Климат характеризуется как резко континентальный с продолжительной морозной зимой и относительно коротким жарким сухим летом. Средняя температура воздуха самого тёплого месяца (июля) — 21 °C; самого холодного (января) — −15 °C. Продолжительность безморозного периода составляет 130 дней. Среднегодовое количество атмосферных осадков составляет 320 мм, из которых 228 мм выпадает в тёплый период. Снежный покров держится в течение 145—150 дней.

## История
До 1962 года Грачёвка входила в Люксембургский район и возглавляла Грачевский сельсовет.

## Население
| 2010 |
| ---- |
| 270  |

Национальный состав
Согласно результатам переписи 2002 года, в национальной структуре населения русские составляли 83 % из 408 чел.

## Инфраструктура
Развито сельское хозяйство. Личное подсобное хозяйство.

## Транспорт
Просёлочные дороги.
Выезд на региональную автодорогу 53К-1401000 Ивановка — Сорочинск — Ташла.